# Turnera aurantiaca
Turnera aurantiaca är en passionsblomsväxtart som beskrevs av George Bentham. Turnera aurantiaca ingår i släktet Turnera och familjen passionsblomsväxter. Inga underarter finns listade i Catalogue of Life.